# Lord Kitchener Wants You

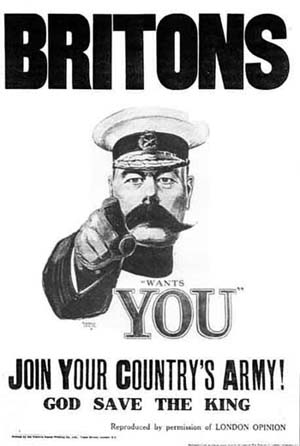
Affiche de recrutement militaire (1914), se lisant ainsi : « Britanniques ! Lord Kitchner (son nom est remplacé par son portrait) "vous veut". Engagez-vous dans l’armée de votre pays ! Dieu sauve le Roi ! ».

Lord Kitchener Wants You est un portrait représentant Lord Kitchener le Secrétaire d'État à la Guerre du Royaume-Uni, œuvre de Alfred Leete (en), accompagné d’un slogan, publié en 1914 sur la couverture d’un magazine londonien, puis reproduite à de nombreux exemplaires sur des affiches, des cartes postales et d’autres supports. Il est devenu la plus célèbre des images utilisées pour la campagne de recrutement de l'armée britannique pendant la Première Guerre mondiale. Elle inspire régulièrement depuis cette époque de nombreux autres artistes à travers le monde, (notamment pour une affiche, aussi – et peut-être encore plus – célèbre de 1917 où l’Oncle Sam appelle à s’engager dans l’armée des États-Unis). Les créateurs en utilisent, imitent ou parodient le fort impact visuel, par exemple dans un but de propagande militaire ou politique, mais aussi de détournement publicitaire commercial. 

## Histoire
Le Royaume-Uni déclare la guerre à l’Empire allemand le 4 août 1914. Un mois plus tard, la couverture du numéro du 5 septembre 1914 du magazine London Opinion, illustrée par Alfred Leete a un grand impact. Un homme à l’impressionnante moustache en guidon, l’air sévère et résolu pointe son doigt en avant, ce qui grossit la taille de celui-ci, et il semble ainsi s’adresser personnellement à chacun des lecteurs ou des passants qui voient la publication dans les kiosques. Cette personne n’est autre que le Secrétaire d'État à la Guerre du Royaume-Uni, Lord Kitchner, le premier militaire a occuper ce poste, et le recrutement est une des missions essentielles qui lui ont été confiées par le Premier ministre du Royaume-Uni Herbert Henry Asquith. 

## Galerie

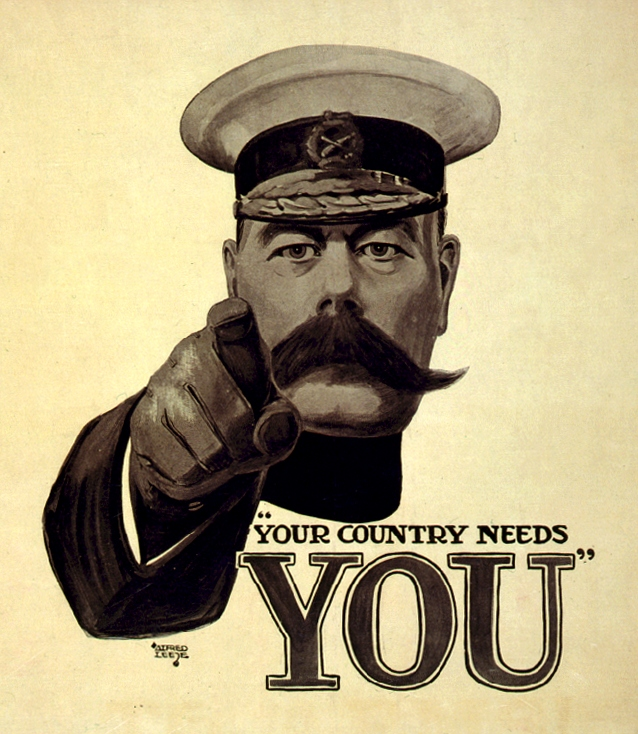
Autre version de l’affiche qui reprend fidèlement la légende figurant sur la couverture de London Opinion : Your Country Needs YOU (Votre pays a besoin de vous), sans le mot britons (désignant les  britanniques), formule plus appropriée pour s’adresser, par exemple, aux citoyens des dominions et autres pays alliés du Royaume-Uni.
Affiche de recrutement illustrée par l’Oncle Sam (1917) légendée I want you for U.S. Army nearest recruiting station. (« Je vous veux au bureau de recrutement de l'armée des États-Unis le plus proche. »).
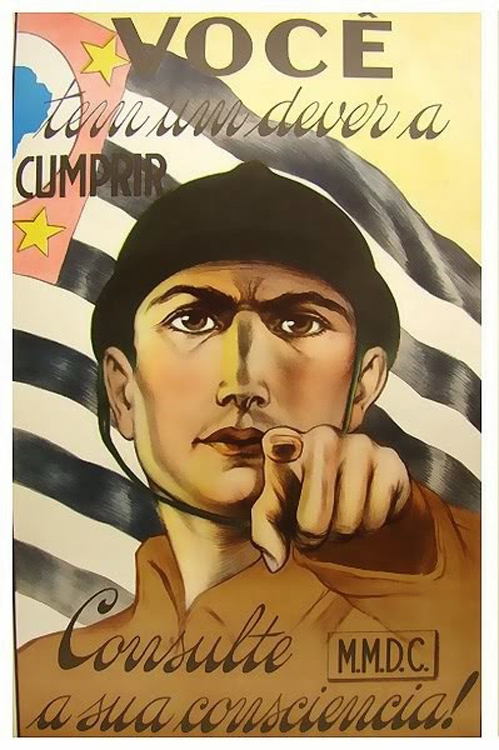
Affiche de la Révolution constitutionnaliste brésilienne de 1932 légendée Você tem um dever a cumprir. Consulte a sua consciencia. (« Tu as un devoir à accomplir. Écoute ta conscience. »).